# Ronnie Dove
Ronald Eugene Dove (7 de septiembre de 1935) es un cantante y compositor estadounidense de música pop y country. 

## Biografía
Ronnie Dove nació en Herndon (Virginia), siendo el único hijo del sargento de policía del condado de Fairfax, Paul S. Dove, y su primera esposa, Catherine Pearl. Comenzó su carrera musical durante su paso por la Guardia Costera de Estados Unidos, cantando en los clubes de Baltimore, donde estuvo destinado. Formó el grupo, The Belltones, con los que actuó durante cuatro años. En 1959, grabaron su sencillo debut "Lover Boy" en su propio sello. En 1961, lanzaron una versión del éxito de Buddy Knox "Party Doll" en Decca Records, pero no llegó a las listas de éxitos. Publicaron un sencillo más en Jalo Records antes de que el grupo se disolviera y Dove comenzara su carrera como cantante solista. 
En 1964 firmó un contrato discográfico con Diamond Records. Su primer sencillo en solitario, "Sweeter Than Sugar", apareció en abril de 1964 sin demasiada repercusión, sin embargo, poco después lanzó "Say You", que alcanzó la posición número 40 en la lista de éxitos de Billboard Hot 100. El siguiente sencillo, una versión del "Right Or Wrong" de Wanda Jackson, lo colocó en el Top 20. En 1965, tenía cinco sencillos en las listas y después de sólo tres álbumes, Diamond Records lanzó un primer álbum recopilatorio. Fue varias veces premiado por las revistas musicales Billboard y Cashbox en 1965.
En 1966 y 1967 llegaron más sencillos de éxito, incluidos "My Babe", " Cry " y " Happy Summer Days ". Después de lanzar su versión de la canción "Cry" de Johnnie Ray, Ronnie apareció en el programa de televisión The Ed Sullivan Show para cantar la canción.  Continuó grabando para Diamond hasta que el sello fue vendido en 1970 a Certron Records, propiedad de Aubrey Mayhew. Allí grabó un disco en vivo y varios sencillos que quedaron inéditos. Sin embargo, Certron publicó un recopilatorio de sus canciones para Diamond Records, así como una canción inédita. La compañía discográfica tuvo problemas financieros desde el principio y quebró en 1971.  Poco después, pasó a la independiente Wrayco Records y lanzó una versión de la canción " Sunny " de Bobby Hebb. El sencillo no recibió promoción por parte del sello y no llegó a las listas.
En 1971 firmó un contrato discográfico con Decca Records y comenzó a orientar su carrera hacia la música country, logrando posicionar en las listas del género dos éxitos menores y un álbum. Más tarde, firmó un nuevo contrato con Melodyland, el sello country de la compañía discográfica Motown, consiguiendo su mayor éxito en el género country con una versión de " Things " de Bobby Darin, que alcanzó el puesto 25. Durante este período grabó dos álbumes de música country, pero ninguno acabó siendo editado.  Durante los años 70 y 80 continuó grabando con varios sellos independientes. Dove abrió su propio club en Baltimore y sus fanáticos pudieron verlo actuar durante la década de 1980. Revivió brevemente el sello discográfico Diamond en 1987 para lanzar un álbum y un par de sencillos que lograron alcanzar los peldaños más bajos de las listas country de Billboard.
Dove se retiró del mundo del espectáculo entre 1989 y 1991 para cuidar de su madre enferma. Posteriormente continuó actuando, principalmente en la Costa Este de Estados Unidos  Dove posee los derechos de su catálogo de música. 
En 2018, Ronnie Dove Music reeditó digitalmente su álbum Cry de 1967. A partir de 2021, todos sus álbumes de Diamond Records (incluido From The Heart de 1988) se han reeditado digitalmente. 
En 2019, la canción de Ronnie "Happy Summer Days" apareció en un comercial de Amazon. 
Dove se retiró de la actuación en 2023 y realizó su último espectáculo el 14 de mayo. 
A lo largo de su carrera, Dove apareció en numersos programas de televisión, incluidos The Ed Sullivan Show, American Bandstand, Where the Action Is, The Mike Douglas Show, The Merv Griffin Show, The Lloyd Thaxton Show, The Bob Braun Show, That Nashville Music, Nashville Now y varios otros programas locales y nacionales. Más recientemente, apareció en el programa de variedades Shotgun Red de RFD-TV en 2013.  
Además, también presentó su propio programa de televisión. El Ronnie Dove Show que se transmitió a través de varias emisoras de la costa este en 1966. Sólo sobreviven dos episodios del programa (uno con The Drifters y el otro con Bobbi Martin).

## Discografía

### Álbumes de estudio
- 1964 Right Or Wrong (Diamond Records)
- 1965 One Kiss for Old Times' Sake (Diamond Records)
- 1965 I'll Make All Your Dreams Come True (Diamond Records)
- 1966 Ronnie Dove Sings the Hits for You (Diamond Records)
- 1967 Cry (Diamond Records)
- 1973 Ronnie Dove (MCA Records)
- 1977 New Old-Fashioned Love  (MC Records)
- 1977 Livin' In The Country (MC Records)
- 1985 The Bird Is Back (D.R.D. Records)
- 1988 From The Heart (Diamond Records)
- 1998 Now And Then (Autoproducido)
- 2004 My Favorite Christmas Songs (Autoproducido)
- 2012 Red Hat Ladies (Autoproducido)

### Recopilatorios
- 1965 The Swinging Teen Sounds of Ronnie Dove (Design Records)
- 1966 The Best Of Ronnie Dove (Diamond Records)
- 1967 The Best of Ronnie Dove Volume 2 (Diamond Records)
- 1970 Greatest All-Time Hits (1970)
- 1975 Ronnie Dove Sings His Greatest Hits (Power Pak Records)
- 1975 Ronnie Dove (My Dov Records)
- 1981 A Little Bit of Heaven (Jolanina Group)
- 1988 Greatest Hits (Diamond Records)
- 1991 The Best of Ronnie Dove (PolyTel Records)
- 1992 His Best (Laurie Records)
- 1994 Golden Greats (Collectables Records)
- 1995 For Collectors Only (Collectables Records)
- 1995 Faces of Love (Mayberry Records)
- 1998 Rarities: 22 Hard to Find Selections (Collectables Records)
- 2006 Greatest Hits (Collectables Records)
- 2014 The Complete Original Chart Hits: 1964-1969 (Real Gone Music)

### Sencillos
| Año  | Títulos (cara A, cara B) | Sello discográfico | Posicionamiento en listas | Posicionamiento en listas | Posicionamiento en listas | Álbum                               |
| Año  | Títulos (cara A, cara B) | Sello discográfico | Billboard Hot 100         | Billboard A.C.            | Hot Country Songs         | Álbum                               |
| ---- | --- | ------------------ | ------------------------- | ------------------------- | ------------------------- | ----------------------------------- |
| 1959 | "Lover Boy" b/w "I'll Be Around" | Dove 1021          | -                         | -                         | -                         | Sin álbum                           |
| 1961 | "Party Doll" b/w "Yes Darling, I'll Be Around"                                                                                         | Decca 31288        | -                         | -                         | -                         | Sin álbum                           |
| 1962 | "Saddest Song (Of the Year)" b/w "No Greater Love"                                                                                     | Jalo 1406          | -                         | -                         | -                         | Sin álbum                           |
| 1964 | "Sweeter Than Sugar" b/w "I Believed in You"                                                                                           | Diamond 163        | -                         | -                         | -                         | Right or Wrong                      |
| 1964 | "Say You" b/w "Let Me Stay Today" (Non-album track)                                                                                    | Diamond 167        | 40                        | -                         | -                         | Right or Wrong                      |
| 1964 | "Right or Wrong"A b/w "Baby, Put Your Arms Around Me"                                                                                  | Diamond 173        | 14                        | -                         | -                         | Right or Wrong                      |
| 1965 | "Hello Pretty Girl" b/w "Keep It a Secret"                                                                                             | Diamond 176        | 54                        | -                         | -                         | Right or Wrong                      |
| 1965 | "One Kiss for Old Times' Sake" b/w "No Greater Love" (first pressings) "Bluebird" (later pressings) (Both B-sides from Right Or Wrong) | Diamond 179        | 14                        | -                         | -                         | One Kiss for Old Times' Sake        |
| 1965 | "A Little Bit of Heaven" b/w "If I Live to Be a Hundred"                                                                               | Diamond 184        | 16                        | 4                         | -                         | One Kiss for Old Times' Sake        |
| 1965 | "I'll Make All Your Dreams Come True" b/w "I Had to Lose You (To Find That I Need You)" (from One Kiss for Old Times' Sake)            | Diamond 188        | 21                        | 2                         | -                         | I'll Make All Your Dreams Come True |
| 1965 | "Kiss Away" b/w "Where in the World" (from One Kiss for Old Times' Sake)                                                               | Diamond 191        | 25                        | 5                         | -                         | I'll Make All Your Dreams Come True |
| 1965 | "When Liking Turns to Loving" b/w "I'm Learning How to Smile Again" (from I'll Make All Your Dreams Come True)                         | Diamond 195        | 18                        | 6                         | -                         | The Best of Ronnie Dove             |
| 1966 | "Let's Start All Over Again" b/w "That Empty Feeling"                                                                                  | Diamond 198        | 20                        | 34                        | -                         | Ronnie Dove Sings the Hits for You  |
| 1966 | "Happy Summer Days" b/w "Long After"                                                                                                   | Diamond 205        | 27                        | 7                         | -                         | Ronnie Dove Sings the Hits for You  |
| 1966 | "I Really Don't Want to Know" b/w "Years of Tears" (from Cry)                                                                          | Diamond 208        | 22                        | 12                        | -                         | Ronnie Dove Sings the Hits for You  |
| 1966 | "Cry" b/w "Autumn Rhapsody" | Diamond 214        | 18                        | 16                        | -                         | Cry                                 |
| 1967 | "One More Mountain to Climb" b/w "All" (from One Kiss for Old Times' Sake)                                                             | Diamond 217        | 45                        | -                         | -                         | Cry                                 |
| 1967 | "My Babe" b/w "Put My Mind at Ease" (from I'll Make All Your Dreams Come True)                                                         | Diamond 221        | 50                        | -                         | -                         | The Best of Ronnie Dove, Volume 2   |
| 1967 | "I Want to Love You for What You Are" b/w "I Thank You for Your Love" (Non-album track)                                                | Diamond 227        | 54                        | -                         | -                         | The Best of Ronnie Dove, Volume 2   |
| 1967 | "Dancin' Out of My Heart" b/w "Back from Baltimore" (from The Best of Ronnie Dove, Volume 2)                                           | Diamond 235        | 87                        | -                         | -                         | Sin álbum                           |
| 1968 | "In Some Time" b/w "Livin' for Your Lovin'"                                                                                            | Diamond 240        | 99                        | 37                        | -                         | Sin álbum                           |
| 1968 | "Mountain of Love" b/w "Never Gonna Cry (The Way I'll Cry Tonight)" (Non-album track)                                                  | Diamond 244        | 67                        | -                         | -                         | Ronnie Dove Sings the Hits for You  |
| 1968 | "Tomboy" b/w "Tell Me Tomorrow" | Diamond 249        | 96                        | 27                        | -                         | Sin álbum                           |
| 1969 | "What's Wrong with My World" b/w "That Empty Feeling" (from Ronnie Dove Sings the Hits for You)                                        | Diamond 256        | 131                       | -                         | -                         | Sin álbum                           |
| 1969 | "I Need You Now" b/w "Bluebird" (from Right or Wrong)                                                                                  | Diamond 260        | 93                        | -                         | -                         | Sin álbum                           |
| 1970 | "Chains of Love" b/w "If I Live to Be a Hundred" (from One Kiss for Old Times' Sake)                                                   | Diamond 271        | 118 B                     | -                         | -                         | Sin álbum                           |
| 1971 | "Talking to My Children's Mama" b/w "Sunny"                                                                                            | Wrayco 201         | -                         | -                         | -                         | Sin álbum                           |
| 1971 | "If I Cried Every Time You Hurt Me" b/w "Just the Other Side of Nowhere"                                                               | Decca 32853        | -                         | -                         | -                         | Ronnie Dove                         |
| 1972 | "Kiss the Hurt Away" b/w "He Cries Like a Baby"                                                                                        | Decca 32919        | -                         | -                         | 61                        | Ronnie Dove                         |
| 1972 | "My World of Memories" b/w "It's No Sin" (Non-album track)                                                                             | Decca 32997        | -                         | -                         | -                         | Ronnie Dove                         |
| 1972 | "Lilacs in Winter" b/w "Is It Wrong (For Loving You)"                                                                                  | Decca 33038        | -                         | -                         | 69                        | Ronnie Dove                         |
| 1973 | "So Long Dixie" b/w "Take Me Back" | MCA 40106          | -                         | -                         | -                         | Sin álbum                           |
| 1975 | "Please Come to Nashville" b/w "Pictures on Paper"                                                                                     | Melodyland 6004    | -                         | -                         | 75                        | Sin álbum                           |
| 1975 | "Things" b/w "Here We Go Again" | Melodyland 6011    | -                         | -                         | 25                        | Sin álbum                           |
| 1975 | "Drina (Take Your Love Off for Me)" b/w "Your Sweet Love"                                                                              | Melodyland 6021    | -                         | -                         | -                         | Sin álbum                           |
| 1976 | "Right or Wrong" b/w "Guns" | Melodyland 6030    | -                         | -                         | -                         | Sin álbum                           |
| 1976 | "Tragedy" b/w "Songs We Sang as Children"                                                                                              | Hitsville 6038     | -                         | -                         | -                         | Sin álbum                           |
| 1976 | "Why Daddy" b/w "The Morning After the Night Before"                                                                                   | Hitsville 6045     | -                         | -                         | -                         | Sin álbum                           |
| 1978 | "The Angel in Your Eyes" b/w "Songs We Sang as Children"                                                                               | M.C. 5013          | -                         | -                         | -                         | New Old-Fashioned Love              |
| 1983 | "She Feels So Right (I Feel So Wrong)" b/w "Loving on Back Streets"                                                                    | Moon Shine 3018    | -                         | -                         | -                         | The Bird Is Back                    |
| 1984 | "Lucille Stubs" b/w "Loving on Back Streets"                                                                                           | Hobby 1001         | -                         | -                         | -                         | The Bird Is Back                    |
| 1984 | "Slowly" b/w "Lucille Stubs" | Hobby 1002         | -                         | -                         | -                         | The Bird Is Back                    |
| 1984 | "A Short Walk From Heaven" b/w "Livin' for Your Lovin'"                                                                                | Hobby 1003         | -                         | -                         | -                         | The Bird Is Back                    |
| 1985 | "I Don't Hurt Anymore" b/w "She Feels So Right"                                                                                        | Hobby 1004         | -                         | -                         | -                         | The Bird Is Back                    |
| 1985 | "I'll Never Fall in Love Again" b/w "Just Call My Name"                                                                                | Gallery II 2002    | -                         | -                         | -                         | Sin álbum                           |
| 1986 | "Just Call My Name" b/w "She Feels So Right" (from The Bird Is Back)                                                                   | NCA 133738         | -                         | -                         | -                         | Sin álbum                           |
| 1987 | "Heart" b/w "Old Time Rock 'n Roll" | Diamond 378        | -                         | -                         | 77                        | From the Heart                      |
| 1987 | "Rise and Shine" b/w "World of Memories"                                                                                               | Diamond 379        | -                         | -                         | 73                        | From the Heart                      |